# Driver 2
Driver 2 — видеоигра в жанрах автосимулятор и экшен, вторая в серии Driver. Разработана компанией Reflections Interactive и выпущена Infogrames в ноябре 2000 года для приставки PlayStation. В 2002 году портирована на Game Boy Advance и выпущена под названием Driver 2 Advance.

## Сюжет
Бывший автогонщик Джон Таннер (англ. Tanner) теперь работает в полицейском департаменте Майами и направляется руководством на сложную операцию под прикрытием в городскую преступную группировку. Он должен зарекомендовать себя перед городской организованной преступностью в качестве безупречного водилы «на подхвате», войти к ним в доверие и потихоньку собирать улики против преступников.

### Чикаго
Игра начинается с проморолика, показывающего двух людей, сидящих в баре Red River: Розового Ленни (англ. Pink Lenny) и Бразильца. Неожиданно двое мужчин ворвались с оружием и убили Бразильца, Ленни же успел убежать через запасной выход. Позже, Таннер и его напарник Тобиас Джонс (англ. Tobias Jones) изучают тело Бразильца в морге. Следователь сообщает Таннеру и Джонсу об исчезновении Ленни — единственного свидетеля нападения. Таннер и Джонс задержали свидетеля, который сказал им, что тот, кто отмывает деньги, работает на Соломона Кейна (англ. Solomon Caine), одного из самых высокопоставленных бандитов в Чикаго, чья империя распространяется от Чикаго до Лас-Вегаса.
Тем не менее, Джонс подозревает, что Бразилец работал на Альваро Васкеса (англ. Alvaro Vazquez), другого высокопоставленного гангстера, который является одним из врагов Кейна. Если Ленни разговаривал с Бразильцем, возможно, он перешёл на другую сторону. Таннер и Джонс исследовали склад, принадлежащий Васкесу, там они обнаружили паспорта и юридические документы, прибывшие из Кубы. Но нагрянула полиция, Таннер и Джонс разделились, чтобы скрыться от прибывших полицейских. Когда Таннер вернулся в свою квартиру, он заподозрил неладное и, осматриваясь вокруг, вошёл в комнату. В этот момент из-за двери его оглушил один из стрелков, и он сразу же ринулся вниз через окно по пожарной лестнице. Джон кинулся за ним в погоню, но это оказалась ловушка, организованная Кейном. Он считал, что Таннер нанял бандита с целью попытки захвата его бизнеса. Кейн приказал его убить, но Таннер ударил телохранителя Кейна, Джерико (англ. Jericho), и сбежал из логова. Кейн назначает цену за голову главного героя, заставив его и Джонса бежать в Гавану.

### Гавана
Таннер и Джонс, узнали, что Васкес использует Гавану как рубеж для своих операций, и планирует использовать контакты Ленни, чтобы завалить Чикаго оружием и взять на себя бизнес Кейна. Напарники разрушили планы Васкеса в Гаване, а также узнали, что Ленни сбежит из города на корабле под названием «Розанна Сото»(англ. Rosanna Soto). Несмотря на ордер Таннера на арест Ленни, он не успевает, и корабль со свидетелем на борту отплывает от берега.
После Таннер узнает от Джонса, что Джерико прибыл в Гавану, узнав о предательстве Ленни, и планирует убить его людей в отеле Центральной Гаваны. Таннер и Джонс следят за Джерико, и вскоре он приводит их в отель, где Таннер не в состоянии предотвратить убийства людей; тем не менее, полицейский в погоне сбивает Джерико с дороги. Таннер связал Джерико, он сказал ему, что скрывается от бразильцев и собирался ехать в Лас-Вегас, чтобы встретиться с Кейном.

### Лас-Вегас
Когда Ленни приезжает в Лас-Вегас, он встречает Васкеса, который курирует поставки оружия и берёт на контакты Ленни после его аварии в Гаване. Таннер, Джонс и Джерико прибыли в Лас-Вегас и встретились с Кейном. Таннер вливается в банду Кейна, сказав ему, что Джонс и его люди когда-то работали на Ленни, но были преданы и хотят отомстить. Кейн даёт Джонсу задание отследить Ленни в то время, как Таннер будет использовать свои навыки вождения, чтобы помочь Кейну в операции Вега.
Таннер завершает задачу, данное ему Кейном, в том числе доставку заминированного автомобиля в казино Васкеса в Лас-Вегасе и помощь Кейну в ограблении банка. Джонс проникает в банду Васкеса и обнаруживает, что Ленни в Вегасе, и Таннер должен доставить его в аэропорт (после стряхивания полицейской засады и последующей погони). Таннер нарушил операцию Васкеса, уничтожив его главный фронт в Северном Вегасе и грузовики с оружием Васкеса. Кейн и его подручный жестоко допрашивают одного из бразильских охранников и узнают, что Васкес и Ленни в Рио.

### Рио-де-Жанейро(Рио)
Таннер, Джерико и Кейн встретились в Рио. Джонс говорит Кейну, что для него слишком опасно быть в городе. Кейн отвергает его предупреждения и только озабочен тем, что нужно найти Ленни. Таннер же до сих пор использует свои водительские навыки, чтобы помогать Кейну в нарушении планов Васкеса, таких, как таран, украденные машины бразильцев и обман бразильцев с наличными Кейна.
Примерно в то же время Таннер обеспокоен тем, что прикрытие Джонса раскрывается, и что Васкес узнает, что Джонс якобы работает на Кейна. Таннер дает Джонсу четыре дня, чтобы узнать информацию, где Ленни. Таннеру даётся задание уничтожить лодку транспортировки оружия Васкеса в Чикаго. Джонс позже звонит Таннеру и говорит ему, что Васкес послал боевиков убить его. Таннер бросается спасать Джонса. Он же прибывает на место стычки, где и видит Джонса лежащим на полу. Завязывается перестрелка. Боевик решил ретироваться с места действия на машине, но Таннер сбивает его автомобиль.
Со временем Васкес проигрывает Кейну, и наконец они выяснили, что Ленни пытается сбежать из Рио. Таннер вынужден забрать Джерико, прежде чем отправиться к Ленни. Им двоим удаётся сбить его вертолёт. Таннер открывает истинное лицо Джерико. Оставив Джерико, Таннер гонится за вертолётом Ленни по улицам Рио и в то время уходит от преследователей Кейна. Вертолёт, наконец, падает, после чего Таннер быстро обезоруживает Ленни и избивает его.

### Концовка
Таннер сопровождает Ленни обратно в Чикаго и передает его следователю, который появляется во введении. Когда следователь спрашивает Таннера, какова связь между Кейном и Васкесом, то он ответил: «Мне потребовалось много времени, чтобы узнать это». Установлено, что эти двое работали вместе в прошлом, после чего была показана сцена их примирения. Когда Таннер уезжает из аэропорта, неизвестный автомобиль начинает преследовать его.

## Геймплей
Механика игры, по сравнению с первой частью изменилась:
Игрок управляет персонажем по имени Таннер — водителем автомобиля, который выполняет различные задания. Ключевым нововведением стала возможность выходить из машины и передвигаться пешком, а также угонять чужие автомобили. Передвижение пешком является дополнительной возможностью, введённой с целью разбавления геймплея.
Были убраны обучающие миссии, такие как «гараж» и «грязный трек». Игры с вождением остались, как и раньше, на месте. При этом появились миссии со слежкой за другими машинами. Вместо полоски урона преследуемой машины появилась полоса «proximity». Игроку необходимо ехать за машиной преследуемого, держась при этом на определённом расстоянии, отмеченном на индикаторе зелёным цветом. Соответственно, если расстояние окажется слишком большим или слишком маленьким (показатель близости достиг красной зоны на полосе), миссия провалена.
По сюжету в некоторых миссиях запрещается покидать автомобиль и проходить миссию в стиле первой части Driver. Также есть миссии, которые начинаются на автомобиле, полученном в предыдущей миссии (например, последняя миссия в Гаване — «перевезти Джерико в убежище»). В этом случае игрок лишён возможности выйти из салона своего авто и поменять его на какой-нибудь другой.
В отличие от аналогичных игр (например, GTA и GTA 2), передвижение вне машины в Driver 2 сведено только к поиску нового автомобиля. Персонаж не может использовать какое-либо оружие, или вступать в рукопашные схватки с прохожими. Пешеходный режим задействован в миссиях, периодически возникает необходимость закладывать бомбы, заходить в салон авто или же менять машины по ходу выполнения заданий.
Покинуть машину можно только при отсутствии полицейского преследования. Для выхода игроку нужно полностью остановиться или находиться в воздухе.
Во время езды на автомобиле стали заметны изменения по сравнению с первой частью игры, а именно стало невозможно «потушить» полицейскую машину (ехать, прижавшись к бамперу автомобиля полиции, зажав газ в пол). Таким образом, в первой части Driver, любое касание машиной игрока стороннего автотранспорта приводило к увеличению показателя урона машины игрока на 1 %. И если прижаться к любой машине своим бортом, то такими царапинами можно быстро разбить машину. Исправлен баг со звуком во время любого удара машиной о препятствие — теперь в случае не сильных ударов слышен звук «бамп», а не бьющееся стекло (ранее любое касание сопровождалось звуком битых фар).
Графически игра стала более простой, были убраны эффекты отражений на машине и на асфальте во время дождя. Дальность обзора также была сокращена — из-за того, что количество одновременно присутствующих в кадре машин стало гораздо больше. Появились и другие интерактивные элементы, такие, как разводные мосты, паром, скрытые локации на уровнях. Несмотря на введённые изменения, просадки количества кадров в секунду стали более заметными, особенно, когда в кадре появлялись несколько полицейских машин во время погони.
Игроку стали доступны различные машины, но разницы между легковыми автомобилями по-прежнему нет. Исключением являются миникупер в Гаване (обладает сильной избыточной поворачиваемостью) и джипы (высокий центр тяжести). Автобусы, грузовики, пожарные машины и машины инкассации имеют больший вес, вследствие чего заметно труднее управляются.
Принцип, по которому происходит поимка игрока полицией, не изменился: полицейские авто таранят машину игрока с целью нанесения ей урона.
Способ бегства от полиции изменился. В первой игре достаточно было объезжать попутный трафик так, чтобы обычные машины оказывались между полицейским и игроком. Далее преследующий автомобиль врезается в трафик, и после двух-трёх ударов преследующий сломается. Также достаточно было выехать на встречную полосу, в связи с чем полиция испытывала проблемы при разъезде со встречным трафиком. Теперь же, во второй части, полиция научилась избегать трафик, для успешного бегства нужно использовать любые статичные объекты на дороге — столбы, деревья, машины на перекрёстке (выезжающие наперерез игроку), или же ездить по улочкам городов — и, вконец запутав полицию, уезжать быстро по прямой.
Миссии в игре — преимущественно автомобильные, такие, как доставка свидетелей или же побег от полиции или гангстеров. Перед каждой миссией показываются кат-сцены, в которых рассказывается сюжет. В случае загрузки сохранённых данных игры с карты памяти перед каждой миссией также будет демонстрироваться обзорная кат-сцена, в сжатой форме демонстрирующая и пересказывающая наиболее значимые эпизоды сюжетной линии.
Режим для двух игроков был добавлен с ограничениями по геймплею. В этом режиме доступны простая езда по городу, погоня одного игрока за другим, подобие захвата флага и т. д. Ограничения в этом режиме связаны с усечением доступного локуса (игроки катаются только в определённой части города), отсутствием стороннего трафика на улицах (на улицах присутствуют только две машины игроков) и наличием только одного вида (с бампера автомобиля).

## Разработка
Изначально игра была выпущена для консоли PlayStation, впоследствии портирована на Game Boy Advance. Версия для Game Boy Advance 2002 года являлась укороченной. В ней были доступны только два города (Чикаго и Рио-де-Жанейро) и меньшее количество миссий.
Из-за большой продолжительности игры, а также кат-сцен, содержащих хорошую для пятого поколения консолей графику, игру выпустили на двух дисках. Оба диска содержали в себе модели и текстуры всех четырёх городов, но на каждом отдельном диске были видеоролики лишь для миссий, относящихся к Чикаго и Гаване для первого диска и Лас-Вегаса и Рио-де-Жанейро для второго. Благодаря этому, пройдя всю игру, можно было играть в свободном режиме в любом из четырёх городов, не меняя диски, причём загружать игру можно было как с первого, так и со второго диска. Помимо этого, в игре появился более широкий выбор автотранспорта: от классических седанов до грузовиков.

## Отзывы
| Сводный рейтинг    | Сводный рейтинг | Сводный рейтинг |
| Издание            | Оценка          | Оценка          |
| Издание            | GBA             | PS2             |
| ------------------ | --------------- | --------------- |
| GameRankings       | 63,36 %         | 69,20 %         |
| Иноязычные издания |                 |                 |
| Издание            | Оценка          | Оценка          |
| Издание            | GBA             | PS2             |
| GamePro            |                 | 3,5 / 5         |
| GameRevolution     |                 | D+              |
| GameSpot           |                 | 8,2 / 10        |
| IGN                |                 | 5,0 / 10        |

Игра получила различные отзывы. На сайте GameSpot игру назвали «экстраординарной», в то время, как на сайте IGN назвали Driver 2 «одной из самых худших игр 2000-го года». Также рецензенты отмечали недостаточное количество нововведений и проблемы с частотой кадров.